# زجاج رصاصي

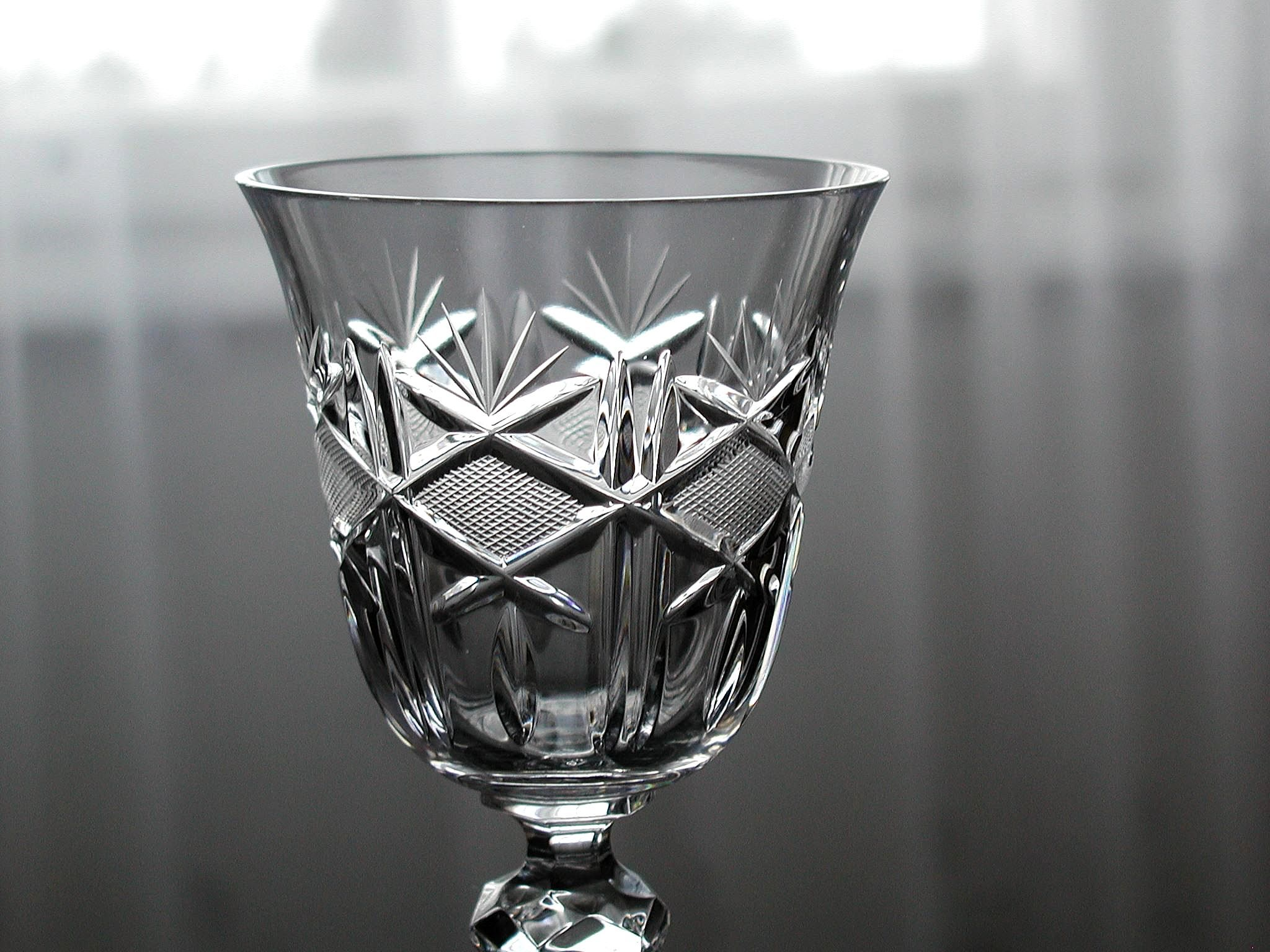
قطعة آنية زجاجية من الكريستال

الزجاج الرصاصي، ويعرف باسم «الكريستال»، هو مجموعة منوّعة من الزجاج، يُستبدل فيه الكالسيوم في زجاج البوتاس النموذجي بالرصاص. يحتوي الزجاج الرصاصي على 18-40% (وزناً) من ثاني أكسيد الرصاص (PbO)، بينما يحتوي الكريستال الرصاصي الحديث على 2%% من ثاني أكسيد الرصاص، وهو المعروف تاريخياً بالزجاج المرصص نسبةً إلى مصدر ثاني أكسيد السيليكون الأصلي. الزجاج الرصاصي مرغوب به بسبب خصائصه الزخرفية.
أكتَشف تقنية إضافة أكسيد الرصاص الإنجليزي جورج رافينكروفت عام 1674، وذلك بإضافة كميات تتراوح نسبها بين 10 و30%، حيث حسّنت هذه التقنية من مظهر الزجاج وجعلت انصهاره أكثر سهولة باستخدام الفحم الحجري كوقود لفرن الإصهار. زادت هذه التقنية أيضاً من «فترة العمل» ما يجعل تشكيل الزجاج أسهل.
من الناحية الفنية، لا يعتبر مصطلح «الكريستال الرصاصي» دقيقاً لوصف زجاج الرصاص، كونه مادة لابلورية، إذ يفقد الزجاج البنية البلورية. لكن يبقى استخدام وصف «الكريستال الرصاصي» شائعاً لأسباب تاريخية وتجارية. ويشار إلى أن كلمة «كريستال» مشتقة من كلمة "cristallo" من لغة البندقية وتعني مرو الذي قلّده صانعو زجاج المورانو. استمرت هذه التسمية حتى يومنا هذا لوصف الزجاج المزخرف.
استخدمت آنية الشرب المصنوعة من الكريستال الرصاصي سابقاً لتخزين المشروبات وتقديمها، لكن بسبب التسمم بالرصاص، أصبح استخدامها نادراً. أما المادة البديلة فكانت «الزجاج الرصاصي»، حيث يستخدم أكسيد الزنك أو أكسيد الباريوم أو أكسيد البوتاسيوم بدلاً من كسيد الرصاص. للكريستال الخالي من الرصاص مؤشر انكسار مماثل لمؤشر انكسار الكريستال الرصاصي لكنه أخف وزناً وذو قوة تشتت أقل.
في الاتحاد الأوروبي، يتم تصنيف المنتجات الكريستالية حسب التوجيه 69/493/EEC، الذي يحدّد أربع فئات له اعتماداً على التركيب الكيميائي وخصائص المادة. حيث يمكن أن تسمى المنتجات الزجاجية التي تحتوي على 24% من أكسيد الرصاص على الأقل بالكريستال الرصاصي. أما المنتجات ذات نسبة أكسيد الرصاص الأقل أو منتجات الزجاج التي تستخدم فيها أكاسيد معادن أخرى بدلاً من أكسيد الرصاص فتسمى «كريستالين» أو «زجاج كريستالي».

## الكريستال الرصاصي

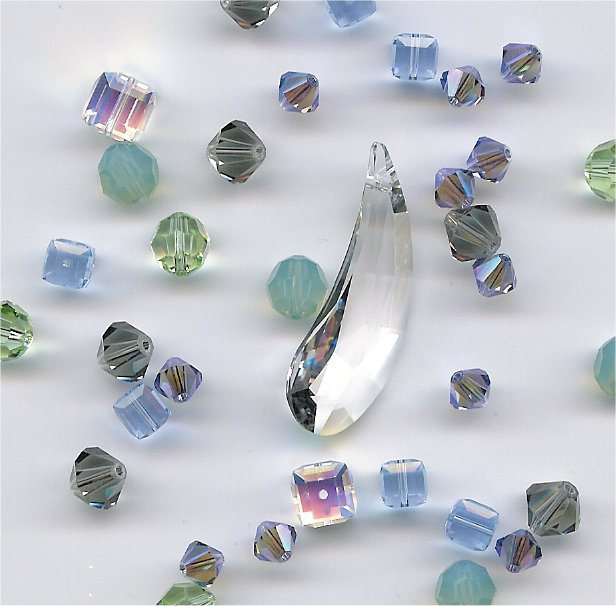
خرز من الكريستال الرصاصي

عند إضافة أكسيد الرصاص الثنائي للزجاج المصهور يعطي «كريستال الرصاص» ذي معامل انكسار أعلى من الزجاج الطبيعي، وبالتالي يكون أكثر تألقاً بزيادة الانعكاس المنتظم ومدى زوايا الانعكاس التام. للزجاج العادي معامل انكاسر يساوي 1.5؛ إضافة الرصاص تنتِج معامل انكسار يصل إلى 1.7 يرفع معامل الانكسار العالي هذا مؤشر الترابط للتشتت، والذي يقيس الدرجة التي ينفصل عندها الضوء إلى مكوناته الطيفية، كما في الموشور. هذا الارتفاع في معامل الانكسار من 1.5 إلى 1.7 يزيد من كمية الضوء المنعكسة بشكل ملحوظ (بمعامل 1.68 للضوء المنعكس في الاتجاه الطبيعي؛ طالع معادلات فرينل).
في مجال التصنيع الزجاجي، حيث يقطع الزجاج يدوياً أو باستخدام أدوات خاصة للقطع، فإن وجود الرصاص يجعل الزجاج أخف وأسهل في القطع. يمكن أن يتكون الكريستال من 35% من الرصاص، وعندها يكون أكثر تألقاً.
أما أشهر صانعي المنتجات الكريستالية فهم:

| الاسم                 | الدولة           | بدء الإنتاج |                                                                                                 |
| --------------------- | ---------------- | ----------- | ----------------------------------------------------------------------------------------------- |
| كريستال نوفاسكوتشيا   | كندا             | 1996        | لا يزال الإنتاج مستمراً                                                                          |
| كريستال غوس           | روسيا            | 1756        | لا يزال الإنتاج مستمراً                                                                          |
| باكارات               | فرنسا            | 1764        | جزء من مجموعة ستاروود كابيتال منذ 2005                                                          |
| سانت لويز             | فرنسا            | 1781        | جزء من هيرميس باريس منذ 1989                                                                    |
| لاليك                 | فرنسا            | 1920s       | جزء من فن ورائحة منذ 2011                                                                       |
| داوم                  | فرنسا            | 1878        | جزء من فينانسير سان-جيرمان منذ عام 2009 بعد الإفلاس عام 2003                                    |
| لومينارك              | فرنسا            | 1968        | انتهى إنتاج آرك إنترناشيونال عام 2009؛ ثم أعيد عام 2019 باسم دياماكس للزجاج الخالي من الرصاص    |
| كريستال دارتينغتون    | إنجلترا          | 1967        | مصنّع الكريستال الوحيد في بريطانيا                                                               |
| رويال برييرلي         | إنجلترا          | 1776        | علامة تجارية لكريستال دارتينغتون منذ 2006                                                       |
| كريستال ووترفورد      | جزيرة أيرلندا    | 1783        | مصنّع الكريستال الوحيد في أيرلندا                                                                |
| كريستال إدنبرة        | اسكتلندا         | 1867        | علامة تجارية لشركة WWRD القابضة بعد الإفلاس عام 2006                                            |
| هاديلاند غلاسفيرك     | النرويج          | 1765        | لا يزال الإنتاج مستمراً                                                                          |
| ماغنور غلاسفيرك       | النرويج          | 1830        | لا يزال الإنتاج مستمراً                                                                          |
| أورفورس غلاسورك       | السويد           | 1913        | جزء من مجموعة تصنيع الزجاج أورفورس كوستا بودا أيه بي منذ 2005                                   |
| كوستا بودا            | السويد           | 1742        | جزء من مجموعة علاسورك السويدية Orrefors Kosta Boda AB منذ عام 2005                              |
| مصنع هولميغارد للزجاج | الدنمارك         | 1825        | توقف الإنتاج عام 2009                                                                           |
| Val Saint Lambert     | بلجيكا           | 1826        | بيع إلى عائلة أونكلين لصناعة النبيذ بمبلغ 5 ملايين دولار أمريكي عام 2008                        |
| كريستال ليردام الملكي | هولندا           | 1765        | أدمج مع مصنع البروسلين De Koninklijke Porceleyne Fles عام 2008                                  |
| زفيسيل كريستالغلاس    | ألمانيا          | 1872        | مصنع الكريستال الوحيد في ألمانيا                                                                |
| ناختمان لصناعة الزجاج | ألمانيا          | 1834        | علامة تجارية ل ريديل لصناعة الزجاج منذ 2004                                                     |
| ريديل لصناعة الزجاج   | النمسا           | 1756        | مصنع رائد لصناعة زجاجات النبيذ على مستوى العالم                                                 |
| سواروفسكي             | النمسا           | 1895        | لا يزال الإنتاج مستمراً                                                                          |
| كريستال آيكا          | المجر            | 1878        | In 1991 opened porcelain studio                                                                 |
| موزير                 | التشيك           | 1857        | لا يزال الإنتاج مستمراً                                                                          |
| Preciosa              | التشيك           | 1948        | لا يزال الإنتاج مستمراً                                                                          |
| زجاج ستيوبان          | الولايات المتحدة | 1903        | باعتها كورنينغ إنكوربوريتد إلى شركة مخازن شوتينشتاين عام 2008. عام 2008 أغلقت شوتينشتاين المصنع |
| روغاشكا               | سلوفينيا         | 1927        | لا يزال الإنتاج مستمراً                                                                          |
| شركة هويا             | اليابان          | 1945        | أغلق عام 2009                                                                                   |
| ميكاسا وشركاه         | اليابان          | 1970s       | باعتها آرك إنترناشيونال إلى لايفتايم براندز عام 2008                                            |
| ليوليغونغفانغ         | تايوان           | 1987        | لا يزال الإنتاج مستمراً                                                                          |
| كريستال عصفور         | مصر              | 1961        | لا يزال الإنتاج مستمراً                                                                          |